# Olga Pyvovarova
Olga Josypivna Pyvovarova (ukrainska: Ольга Йосипівна Пивоварова; ryska: Olga Pivovarova), född den 29 januari 1956 i Sverdlovsk i Ukrainska SSR i Sovjetunionen (nu Dovzjansk i Ukraina), är en före detta sovjetisk roddare.
Hon tog OS-silver i åtta med styrman i samband med de olympiska roddtävlingarna 1980 i Moskva.